# Гильом II (маркграф Намюра)
Гильом II Намюрский (фр. Guillaume II de Namur; 22 января 1355 — 10 января 1418) — маркграф Намюра с 1391 года, сеньор де Бетюн. Старший сын Гильома I и Екатерины Савойской.

## Биография
Гильом II носил титул сеньора де Бетюн до смерти отца, а в 1391 году он стал маркграфом Намюра. Он посвятил своё правление развитию торговли, промышленности и строительству оборонительных сооружений. Его правление было мирным.
Гильом был два раза женат, но детей не имел. После его смерти в 1418 году титул перешёл к его младшему брату Жану III, который также не оставил законных наследников.

## Браки
- 1-я жена (Намюр, 2 августа 1384): Мария де Бар (р. 1374), дочь Роберта I, герцога де Бар-ле-Дюк. Детей не было.
- 2-я жена (1393): Жанна д’Аркур (1372—16 апреля 1443), дочь Жана VI д’Аркур, графа д’Аркур. Детей не было.